# Modello standard

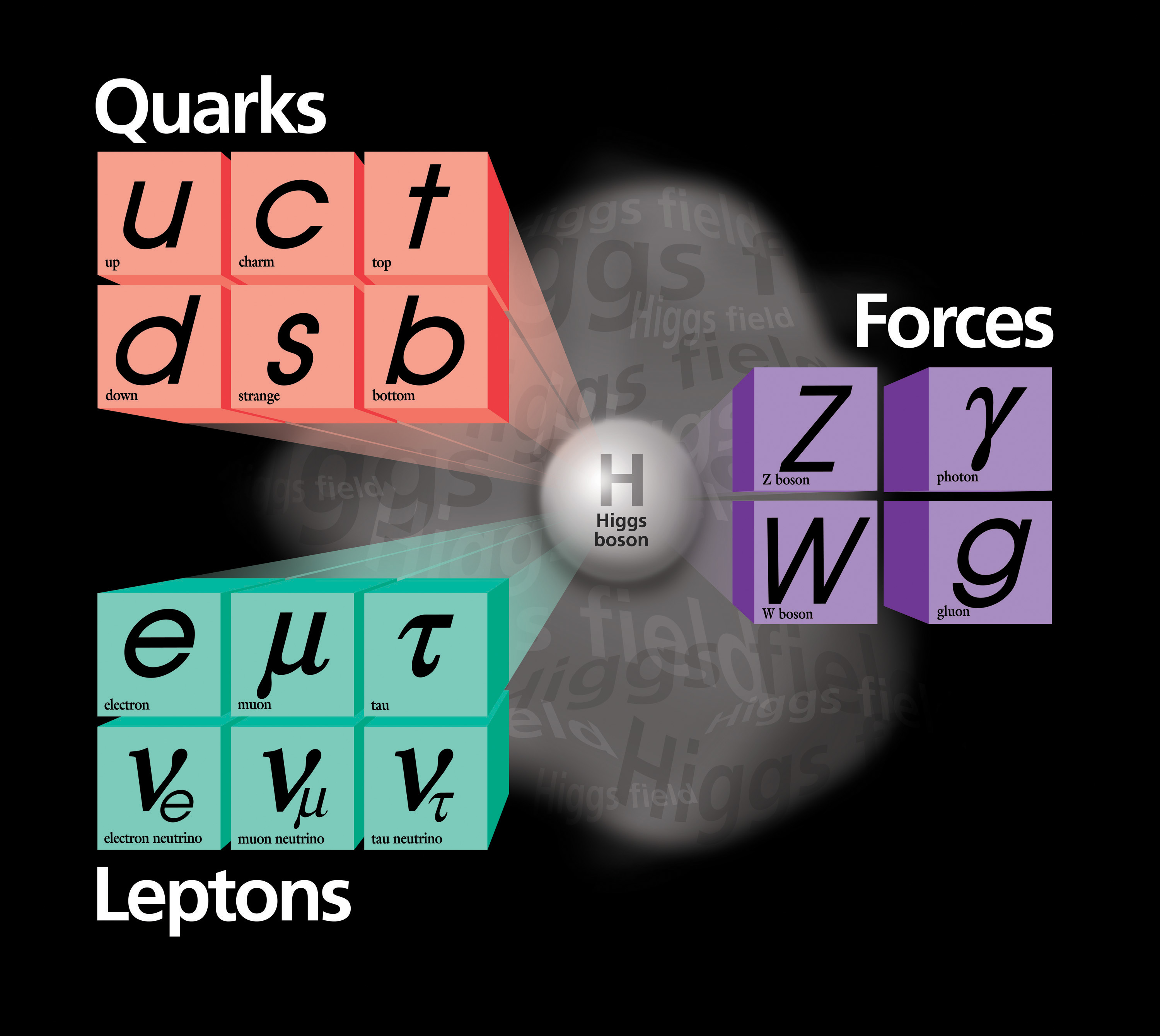
Rappresentazione delle particelle descritte dal modello standard

Il modello standard della fisica delle particelle, o semplicemente modello standard, è la teoria fisica che descrive le interazioni fondamentali (eccetto l'interazione gravitazionale): l'interazione elettromagnetica, l'interazione debole e l'interazione forte, e classifica tutte le particelle elementari conosciute.
Sviluppato in varie fasi nel corso della seconda metà del XX secolo, ha conosciuto la formulazione attuale negli anni settanta, in seguito alla conferma sperimentale dell'esistenza dei quark. Da allora, la prova del quark top (1995), del neutrino tau (2000) e del bosone di Higgs (2012) ne hanno consolidato la credibilità. Inoltre, il modello standard ha predetto con grande accuratezza varie proprietà delle correnti deboli neutre e dei bosoni W e Z.
Sebbene sia ritenuto coerente dal punto di vista teorico, e abbia fornito predizioni sperimentali, non incorporando l'interazione gravitazionale (come formulata dalla relatività generale), e lasciando alcuni fenomeni irrisolti, il modello standard non costitusce una cosiddetta teoria del tutto. Ad esempio, non spiega appieno l'asimmetria barionica, non tiene conto dell'espansione accelerata dell'universo (e di conseguenza dell'energia oscura), non prevede alcuna plausibile particella di materia oscura, non spiega le oscillazioni dei neutrini e di conseguenza la loro massa.
Dal punto di vista della fisica teorica, rappresenta un paradigma di teoria quantistica dei campi, esibendo una vasta gamma di fenomeni, tra cui la rottura spontanea di simmetria, le anomalie e comportamenti non perturbativi. Sotto l'aspetto matematico, è una teoria di Yang-Mills, ovvero una teoria di gauge non abeliana, rinormalizzabile e coerente con la relatività ristretta.

## Storia
L'unificazione delle interazioni elettromagnetica e debole nel modello standard è dovuta a Steven Weinberg e Abdus Salam, che indipendentemente (rispettivamente nel 1967 e 1968) estesero e completarono una prima formulazione di Sheldon Glashow basata su una teoria di Yang-Mills con gruppo di gauge SU(2)×U(1), che incontrava difficoltà legate all'introduzione diretta delle masse dei bosoni vettori intermedi. Weinberg e Salam integrarono il lavoro di Glashow con la proposta di Peter Higgs e altri di rottura spontanea di simmetria di un campo scalare ubiquitario, che permette di dare origine alle masse di tutte le particelle descritte nel modello. Dopo la scoperta al CERN dell'esistenza delle correnti neutre deboli mediate dal bosone Z, come previsto dalla loro teoria, Weinberg, Salam e Glashow furono insigniti del premio Nobel per la fisica nel 1979.
Il modello standard come proposto in origine era limitato ai soli leptoni. I quark, la cui teoria aveva cominciato ad essere elaborata negli anni sessanta, furono introdotti successivamente nel modello grazie anche a un lavoro cruciale del 1970 dello stesso Glashow, John Iliopoulos e Luciano Maiani, che introdussero un quarto quark, detto charm, che aveva lo scopo di sopprimere fortemente le correnti a cambiamento di stranezza (meccanismo GIM). Con la successiva scoperta della libertà asintotica, a metà circa degli anni settanta la delineazione del modello standard poteva dirsi conclusa.

## Le particelle elementari nel Modello standard

Schema delle particelle elementari, con le tre generazioni di fermioni, i bosoni di gauge e il bosone di Higgs

Nel Modello standard le particelle elementari sono raggruppate in due tipologie principali sulla base della statistica a cui obbediscono e di conseguenza dello spin:
- I fermioni, ovvero i quark e i leptoni, aventi spin semintero.

Tutta la materia ordinaria che osserviamo nel mondo macroscopico è costituita da quark e leptoni: gli atomi sono composti da un nucleo ed uno o più elettroni, che sono i più leggeri tra i leptoni carichi. Il nucleo è costituito a sua volta da protoni e neutroni che sono composti ciascuno da tre quark.
I fermioni sono raggruppati in famiglie, tre per i leptoni e tre per i quark. Le tre famiglie di leptoni comprendono ciascuna una particella carica (rispettivamente elettrone, muone e tau) ed un corrispondente neutrino. A differenza dei quark, i leptoni non posseggono alcuna carica di colore e quindi su di loro la forza nucleare forte non ha effetto.
Le tre famiglie di quark prevedono ciascuna un quark di carica {\displaystyle +2/3} ed uno di carica {\displaystyle -1/3}. I quark più leggeri sono up (u) e down (d), che combinati secondo lo schema uud formano il protone (di carica {\displaystyle +2/3+2/3-1/3=+1}), mentre combinati secondo lo schema udd formano il neutrone (di carica {\displaystyle +2/3-1/3-1/3=0}).
- I bosoni, noti anche come bosoni vettoriali o bosoni di gauge in quanto la loro esistenza viene introdotta in base a un principio di simmetria detta "simmetria di gauge", aventi spin intero.

I bosoni risultano essere le particelle mediatrici delle interazioni fondamentali: il fotone per l'interazione elettromagnetica, i due bosoni carichi W ed il bosone Z per l'interazione debole e i gluoni per l'interazione forte.
Nel Modello standard è anche prevista la presenza di almeno un bosone di Higgs, la cui massa non era quantificata dal modello e che è stata verificata attraverso i due esperimenti ATLAS e CMS presso il CERN nel 2012 (vedi più avanti l'apposito paragrafo).
I gravitoni, bosoni ipotetici che si pensa medino l'interazione gravitazionale in una possibile formulazione quantistica, non sono considerati nel Modello standard.

### Le tre generazioni di fermioni
I fermioni possono essere raggruppati in base alle loro proprietà di interazione in tre generazioni. La prima è composta da elettroni, neutrini elettronici e dai quark up e down. Tutta la materia ordinaria è costituita, come si è visto, da elettroni e dai quark up e down. Le particelle delle due generazioni successive hanno massa maggiore delle precedenti (per quanto ne sappiamo; per i neutrini le attuali misure non permettono una misura diretta della massa, ma solo dei valori assoluti delle differenze di massa). A causa della loro maggior massa, i leptoni ed i quark della seconda e terza famiglia (o le particelle da essi costituite) possono decadere in particelle più leggere costituite da elementi della prima famiglia. Per questo, queste particelle sono instabili e presentano una breve vita media.
|         | 1ª generazione       | 1ª generazione           | 2ª generazione   | 2ª generazione              | 3ª generazione    | 3ª generazione               |
| ------- | -------------------- | ------------------------ | ---------------- | --------------------------- | ----------------- | ---------------------------- |
| Quark   | Up                   | {\displaystyle u}        | Charm            | {\displaystyle c}           | Top               | {\displaystyle t}            |
| Quark   | Down                 | {\displaystyle d}        | Strange          | {\displaystyle s}           | Bottom            | {\displaystyle b}            |
| Leptoni | Neutrino elettronico | {\displaystyle \nu _{e}} | Neutrino muonico | {\displaystyle \nu _{\mu }} | Neutrino tauonico | {\displaystyle \nu _{\tau }} |
| Leptoni | Elettrone            | {\displaystyle e}        | Muone            | {\displaystyle \mu }        | Tau               | {\displaystyle \tau }        |

I quark possiedono una carica di colore, che li rende soggetti alla forza nucleare forte e che è mediata dai gluoni. Come già detto, i gluoni sono dotati a loro volta di carica di colore e possono interagire tra di loro. Per questo motivo, e per l'elevato valore della costante di accoppiamento forte, la forza forte aumenta con l'aumentare della distanza e fa sì che i quark e i gluoni non possano essere mai osservati liberi nella materia ordinaria, ma solo combinati in stati che hanno carica di colore totale nulla.
Gli stati di colore neutro dei quark sono detti adroni, e si dividono in barioni, di tipo fermionico, composti da tre quark (come neutroni e protoni), e mesoni, di tipo bosonico, composti da una coppia quark-antiquark (come i pioni). La massa totale di tali particelle supera quella dei singoli componenti a causa dell'energia di legame. Gli stati neutri dei gluoni prendono il nome inglese di glueball (palle di colla).
Oltre a questi stati legati sono stati ipotizzati anche stati cosiddetti "esotici" costituiti da diverse combinazioni, come i tetraquark e i pentaquark, di cui non esistono tuttavia evidenze sperimentali definitive.

## L'unificazione delle forze fondamentali

Schema delle interazioni tra le particelle descritte dal Modello Standard.

Il Modello standard rappresenta un esempio di unificazione delle interazioni fondamentali perché le interazioni elettromagnetiche e deboli sono entrambe diverse manifestazioni a bassa energia di un'unica interazione che prende il nome di forza elettrodebole. Altri esempi di unificazione sono avvenuti storicamente:
- Isaac Newton attribuì ad un'unica forza di gravità sia la caduta dei gravi che il moto dei pianeti. Questa unificazione prese il nome di gravitazione universale.
- James Clerk Maxwell, con le sue equazioni, unificò le forze elettriche e magnetiche in un'unica interazione elettromagnetica. Questa unificazione descrive anche le onde elettromagnetiche, come le onde radio usate nelle telecomunicazioni, le onde luminose, i raggi x e i raggi gamma.

Molti fisici delle particelle ritengono che sia possibile un'unificazione delle forze ancora più profonda. L'interazione elettrodebole e quella forte, infatti, sono caratterizzate da due costanti di accoppiamento distinte nel Modello standard, ma la loro estrapolazione ad alte energie sembra indicare una possibile unificazione.
Il Modello Standard non comprende la gravità, la cui trattazione in relatività generale non è ad oggi compatibile con la meccanica quantistica.

## Il principio di simmetria nel Modello standard
Alla base della formulazione del Modello standard viene posto un principio di simmetria fondato sulla teoria di Yang-Mills. La simmetria consiste nell'invarianza della teoria sotto opportune trasformazioni locali, dette trasformazioni di gauge. L'invarianza di gauge garantisce la coerenza matematica e la predittività della teoria, ossia quella che tecnicamente viene definita rinormalizzabilità.
Le interazioni fondamentali vengono rappresentate nel gruppo unitario SU(2)×U(1)×SU(3), costituito dal prodotto di SU(2)×U(1) che descrive le interazioni elettromagnetiche e deboli (unificate nell'interazione elettrodebole), con SU(3) che descrive le interazioni forti. La descrizione delle interazioni elettromagnetiche attraverso il gruppo U(1) prende il nome di elettrodinamica quantistica, o QED, mentre la descrizione delle interazioni forti attraverso il gruppo SU(3) prende il nome di cromodinamica quantistica, o QCD.
A ogni gruppo considerato corrispondono i bosoni vettori, che, come già detto, sono i mediatori delle forze osservate in natura e il cui numero dipende da quello dei generatori, che è una proprietà matematica del gruppo stesso. Al sottogruppo SU(2)×U(1) corrispondono il fotone, mediatore dell'interazione elettromagnetica, ed i bosoni W (carichi) e Z (neutro), mediatori dell'interazione debole, mentre al sottogruppo SU(3) corrispondono otto gluoni, dotati di carica di colore e per questo soggetti a loro volta alla forza forte (a differenza dei fotoni, che hanno carica elettrica nulla). Ciò può essere messo in relazione al fatto che SU(3) è un gruppo non abeliano. Similmente avviene per i bosoni W e Z che possono interagire tra loro.
Questa proprietà è stata verificata sperimentalmente, in particolare all'acceleratore LEP del CERN..

## La massa delle particelle e il meccanismo di Higgs
Le teorie di gauge, di per sé, non sono in grado di descrivere bosoni vettori dotati di massa, che renderebbero la teoria non rinormalizzabile e quindi incoerente dal punto di vista fisico-matematico. Questo contraddirebbe quanto viene osservato sperimentalmente a proposito dei bosoni deboli W e Z. Il meccanismo di rottura spontanea di simmetria del sottogruppo SU(2)×U(1) è tuttavia in grado includere anche i bosoni massivi nel Modello standard introducendo nella teoria un ulteriore bosone, a sua volta massivo, il bosone di Higgs. Il meccanismo di Higgs è anche in grado di spiegare, ma non prevedere quantitativamente, la massa dei fermioni.
Il 4 luglio 2012 è stato dato l'annuncio che i due esperimenti ATLAS e CMS presso il CERN hanno osservato con un elevato grado di precisione (4,9 sigma per CMS e 5 sigma per Atlas) un nuovo bosone con una massa tra i 125 e i 126 GeV e con caratteristiche compatibili con il Bosone di Higgs. La scoperta è stata poi confermata ufficialmente il 6 marzo 2013, nel corso di una conferenza tenuta dai fisici del CERN a La Thuile.

## Lagrangiana del modello standard
| Parametri del modello standard | Parametri del modello standard | Parametri del modello standard              | Parametri del modello standard | Parametri del modello standard | Parametri del modello standard |
| #                              | Simbolo                        | Descrizione                                 | Schema di rinormalizzazione    | Valore                         |                                |
| ------------------------------ | ------------------------------ | ------------------------------------------- | ------------------------------ | ------------------------------ | ------------------------------ |
| 1                              | me                             | Massa dell'elettrone                        |                                | 0.511 MeV                      |                                |
| 2                              | mμ                             | Massa del muone                             |                                | 105.7 MeV                      |                                |
| 3                              | mτ                             | Massa del tauone                            |                                | 1.78 GeV                       |                                |
| 4                              | mu                             | Massa del quark up                          | μMS = 2 GeV                    | 1.9 MeV                        |                                |
| 5                              | md                             | Massa del quark down                        | μMS = 2 GeV                    | 4.4 MeV                        |                                |
| 6                              | ms                             | Massa del quark strange                     | μMS = 2 GeV                    | 87 MeV                         |                                |
| 7                              | mc                             | Massa del quark charm                       | μMS = mc                       | 1.32 GeV                       |                                |
| 8                              | mb                             | Massa del quark bottom                      | μMS = mb                       | 4.24 GeV                       |                                |
| 9                              | mt                             | Massa del quark top                         | Schema on shell                | 173.5 GeV                      |                                |
| 10                             | θ12                            | Angolo di mescolamento CKM 12               |                                | 13.1°                          |                                |
| 11                             | θ23                            | Angolo di mescolamento CKM 23               |                                | 2.4°                           |                                |
| 12                             | θ13                            | Angolo di mescolamento CKM 13               |                                | 0.2°                           |                                |
| 13                             | δ                              | Fase CKM di violazione CP                   |                                | 0.995                          |                                |
| 14                             | g1 o g'                        | Accoppiamento di gauge U(1)                 | μMS = mZ                       | 0.357                          |                                |
| 15                             | g2 o g                         | Accoppiamento di gauge SU(2)                | μMS = mZ                       | 0.652                          |                                |
| 16                             | g3 o gs                        | Accoppiamento di gauge SU(3)                | μMS = mZ                       | 1.221                          |                                |
| 17                             | θQCD                           | Angolo di vuoto QCD                         |                                | ~0                             |                                |
| 18                             | v                              | Valore di aspettazione del vuoto dell'Higgs |                                | 246 GeV                        |                                |
| 19                             | mH                             | Massa dell'Higgs                            |                                | 125,09±0,24 GeV                |                                |

Da un punto di vista tecnico, la cornice matematica del modello standard è basata sulla teoria quantistica dei campi, in cui una lagrangiana controlla la dinamica e cinematica della teoria. Ogni tipo di particella viene descritto da un campo che permea tutto lo spaziotempo. La costruzione del modello standard segue il procedimento moderno della maggior parte delle teorie di campo: prima vengono determinati i campi del sistema in esame e le simmetrie cui devono sottostare, e successivamente viene scritta una lagrangiana che contenga tutti i termini dei campi che sono rinormalizzabili e che soddisfano le simmetrie imposte.
Come in ogni teoria dei campi quantistica e relativistica, viene imposta la simmetria globale del gruppo di Poincaré. Consiste delle familiari simmetrie per traslazioni e rotazioni, nonché l'invarianza rispetto ai sistemi di riferimento inerziali, centrale per la relatività ristretta. La simmetria che sostanzialmente definisce il modello standard è la simmetria di gauge SU(3)×SU(2)×U(1). Grossomodo, i tre fattori della simmetria di gauge danno luogo alle tre interazioni fondamentali. I campi sono divisi in varie rappresentazioni dei diversi gruppi. Dopo aver scritto la lagrangiana più generale, si trova che la dinamica dipende da 19 parametri, i cui valori numerici sono determinati dagli esperimenti. I parametri sono riassunti nella tabella.

### Settore della cromodinamica quantistica
Il settore della cromodinamica quantistica (QCD) definisce le interazioni tra quark e gluoni, che sono descritte da una teoria di Yang-Mills con simmetria di gauge SU(3) di colore, generata da {\displaystyle T^{a}}. Siccome i leptoni non possiedono carica di colore e non interagiscono con i gluoni, non risentono di questo settore. La lagrangiana che descrive questo settore è data da
{\displaystyle {\mathcal {L}}_{\text{QCD}}=\sum _{\psi }{\overline {\psi }}_{i}\left(i\gamma ^{\mu }(\partial _{\mu }\delta _{ij}-ig_{s}G_{\mu }^{a}T_{ij}^{a})\right)\psi _{j}-{\frac {1}{4}}G_{\mu \nu }^{a}G_{a}^{\mu \nu },}
dove
- {\displaystyle \psi _{i}} è lo spinore di Dirac dei campi dei quark dove i = {r, g, b} rappresenta l'indice di colore;
- {\displaystyle \gamma ^{\mu }} sono le matrici gamma di Dirac;
- {\displaystyle G_{\mu }^{a}} è il campo di gauge di SU(3) di 8 componenti ({\displaystyle a=1,2,\dots ,8});
- {\displaystyle T_{ij}^{a}} sono le matrici di Gell-Mann 3 × 3, generatori del gruppo SU(3) di colore;
- {\displaystyle G_{\mu \nu }^{a}} indica il tensore di intensità del campo gluonico (field strength tensor);
- {\displaystyle g_{s}} è la costante di accoppiamento forte.

### Settore elettrodebole
Il settore elettrodebole è una teoria di Yang-Mills basata sul gruppo U(1) × SU(2)L,
{\displaystyle {\mathcal {L}}_{\text{EW}}=\sum _{\psi }{\bar {\psi }}\gamma ^{\mu }\left(i\partial _{\mu }-g'{\tfrac {1}{2}}Y_{\text{W}}B_{\mu }-g{\tfrac {1}{2}}{\vec {\tau }}_{\text{L}}{\vec {W}}_{\mu }\right)\psi -{\tfrac {1}{4}}W_{a}^{\mu \nu }W_{\mu \nu }^{a}-{\tfrac {1}{4}}B^{\mu \nu }B_{\mu \nu },}
dove
- {\displaystyle B_{\mu }} è il campo di gauge U(1),
- {\displaystyle Y_{\text{W}}} è l'ipercarica debole - il generatore del gruppo U(1),
- {\displaystyle W_{\mu }} è il campo di gauge a 3 componenti SU(2),
- {\displaystyle \tau _{L}} sono le matrici di Pauli - generatori infinitesimali del gruppo SU(2) - con pedice L per indicare che agiscono solo su fermioni di chiralità sinistra (left),
- {\displaystyle g'} e {\displaystyle g} sono le costanti di accoppiamento rispettivamente di U(1) e SU(2),
- {\displaystyle W^{a\mu \nu }} ({\displaystyle a=1,2,3}) e {\displaystyle B^{\mu \nu }} sono i tensori di intensità del campo per i campi di isospin debole e di ipercarica debole.

L'introduzione di termini di massa per i fermioni è proibita nella lagrangiana elettrodebole, poiché termini della forma {\displaystyle m{\overline {\psi }}\psi } non rispettano la simmetria di U(1) × SU(2)L. Per lo stesso motivo è impossibile aggiungere esplicitamente termini che danno la massa ai campi di gauge di U(1) e SU(2). La massa dei campi di gauge e dei fermioni è data dalle loro interazioni con il campo di Higgs, rispettivamente tramite il meccanismo di Higgs e l'interazione di Yukawa.

### Settore dell'Higgs
Nel modello standard, il campo di Higgs è un campo scalare complesso del gruppo SU(2)L:
{\displaystyle \varphi ={\frac {1}{\sqrt {2}}}{\begin{pmatrix}\varphi ^{+}\\\varphi ^{0}\end{pmatrix}},}
dove gli apici + e 0 indicano la carica elettrica delle componenti. L'ipercarica debole di entrambe le componenti è 1, mentre l'isospin debole è rispettivamente 1/2 e -1/2.
Prima della rottura di simmetria, la lagrangiana di Higgs è
{\displaystyle {\mathcal {L}}_{\text{H}}=\varphi ^{\dagger }\left(\partial ^{\mu }-{\frac {i}{2}}\left(g'Y_{\text{W}}B^{\mu }+g{\vec {\tau }}{\vec {W}}^{\mu }\right)\right)\left(\partial _{\mu }+{\frac {i}{2}}\left(g'Y_{\text{W}}B_{\mu }+g{\vec {\tau }}{\vec {W}}_{\mu }\right)\right)\varphi -{\frac {\lambda ^{2}}{4}}\left(\varphi ^{\dagger }\varphi -v^{2}\right)^{2},}
che a meno di una divergenza, può essere anche scritta anche come
{\displaystyle {\mathcal {L}}_{\text{H}}=\left|\left(\partial _{\mu }+{\frac {i}{2}}\left(g'Y_{\text{W}}B_{\mu }+g{\vec {\tau }}{\vec {W}}_{\mu }\right)\right)\varphi \right|^{2}-{\frac {\lambda ^{2}}{4}}\left(\varphi ^{\dagger }\varphi -v^{2}\right)^{2}.}
L'intensità di accoppiamento dell'Higgs con sé stesso, {\displaystyle \lambda }, è circa 1⁄8. Questo non è uno dei parametri perché si può ricavare da altri, in particolare la massa dell'Higgs e il valore di aspettazione del vuoto.

### Settore di Yukawa
I termini di interazione di Yukawa sono
{\displaystyle {\mathcal {L}}_{\text{Yukawa}}={\overline {U}}_{\rm {L}}G_{\rm {u}}U_{\rm {R}}\varphi ^{0}-{\overline {D}}_{\rm {L}}G_{\rm {u}}U_{\rm {R}}\varphi ^{-}+{\overline {U}}_{\rm {L}}G_{\rm {d}}D_{\rm {R}}\varphi ^{+}+{\overline {D}}_{\rm {L}}G_{\rm {d}}D_{\rm {R}}\varphi ^{0}+\mathrm {h.c.} ,}
dove {\displaystyle G} sono matrici 3 × 3 degli accoppiamenti di Yukawa, con il termine {\displaystyle ij} che fornisce l'accoppiamento tra le generazioni {\displaystyle i} e {\displaystyle j}, e h.c. indica l'aggiunta dei termini hermitiani coniugati dei precedenti.

## Verifiche e predizioni
Il Modello standard ha predetto l'esistenza dei bosoni W e Z, del gluone, dei quark top e charm prima che tali particelle venissero osservate. Inoltre è stato sperimentalmente verificato che le caratteristiche teoriche di tali particelle sono, con buona precisione, quelle che effettivamente mostrano avere in natura.
L'acceleratore di elettroni e positroni LEP al CERN ha testato e verificato molte previsioni del Modello standard, in particolare sui decadimenti del bosone Z. Una delle importanti verifiche effettuate è la conferma dell'esistenza di tre famiglie di neutrini leggeri.

## Sfide al Modello standard
Anche se il Modello standard ha avuto un notevole successo nello spiegare i risultati sperimentali, presenta diversi aspetti di incompletezza, in particolare nei seguenti punti:
1. Contiene ben 19 parametri liberi, come le masse delle particelle e le costanti di accoppiamento, che devono essere determinati sperimentalmente, ma le masse non possono essere calcolate indipendentemente l'una dall'altra, segno che sono legate da una qualche relazione non prevista dal modello.
2. Non comprende l'interazione gravitazionale.
3. Non prevede massa per i neutrini.
4. Non prevede l'esistenza di materia oscura

Fin dal completamento del Modello standard sono stati fatti molti sforzi per superare questi limiti e trasformarlo in una teoria completa. Un tentativo di superare il primo difetto è noto come grande unificazione: le cosiddette GUT (Grand unification theories, teorie della grande unificazione) si prefiggono di unificare l'interazione forte ed elettrodebole e ipotizzano che i gruppi SU(3), SU(2) e U(1) non siano altro che dei sottogruppi di un altro gruppo di simmetria ancora più grande. Ad alte energie (al di fuori dalla portata degli esperimenti condotti) la simmetria del gruppo unificatore è recuperata: a energie più basse invece si riduce a SU(3)×SU(2)×U(1) per un processo noto come rottura spontanea di simmetria. La prima teoria di questo tipo venne proposta nel 1974 da Georgi e Glashow, con il gruppo SU(5) come gruppo di unificazione. Una proprietà distintiva di queste GUT è che, diversamente dal Modello Standard, prevedono tutte il fenomeno del decadimento protonico. Nel 1999 l'osservatorio di neutrini Super-Kamiokande ha stabilito di non aver mai osservato un decadimento protonico, stabilendo così un limite inferiore all'ipotetica emivita (tempo di dimezzamento) del protone pari a 6,7× 1032 anni. Questo ed altri esperimenti hanno invalidato, scartandole, numerose teorie GUT, fra cui quella basata sul gruppo SU(5). Una possibile indicazione sperimentale a supporto di un'unificazione delle interazioni è data dall'evoluzione delle costanti di accoppiamento dei tre gruppi SU(3), SU(2) e U(1) all'aumentare della scala di energia (tecnicamente detto running) che evolve in maniera tale che le costanti, estrapolate a grandi energie, tendono ad assumere valori vicini tra di loro. Tuttavia la convergenza dei valori delle costanti non è esatta, cosa che fa pensare all'esistenza di ulteriori fenomeni non ancora scoperti tra la scala di energia della massa e quella della grande unificazione.
L'inclusione dell'interazione gravitazionale nel modello standard in una cosiddetta teoria del tutto passa evidentemente per una teoria, ancora mancante, che riesca a conciliare la relatività generale con la meccanica quantistica. Alcuni tentativi sono in corso in tal senso (teoria delle stringhe, supergravità e altri), con l'obiettivo di raggiungere un più ampio assetto teorico denominato M-teoria.
La prima conferma sperimentale della deviazione dalla formulazione originale del Modello standard venne nel 1998, quando l'esperimento Super-Kamiokande pubblicò risultati che indicavano una oscillazione dei neutrini fra tipi diversi; questo implica che i neutrini abbiano una massa diversa da zero. Il Modello standard prevede invece che i neutrini abbiano massa nulla e di conseguenza viaggino alla velocità della luce; inoltre presuppone l'esistenza di neutrini solo sinistrorsi, ovvero con spin orientato nella direzione opposta al verso del loro moto. Se i neutrini hanno una massa la loro velocità deve essere inferiore a quella della luce ed è possibile che esistano neutrini destrorsi (infatti sarebbe possibile sorpassare un neutrino, scegliendo un sistema di riferimento in cui la sua direzione di moto sia invertita senza influenzare il suo spin, rendendolo quindi destrorso). Da allora i fisici hanno rivisto il Modello Standard introducendo una massa per i neutrini, il che ha aggiunto 9 ulteriori parametri liberi (3 masse, 3 angoli di mixing e 3 fasi) oltre ai 19 iniziali; questo nuovo modello viene chiamato ancora Modello standard, nonostante le modifiche apportate.
L'ipotesi della materia oscura, che dovrebbe costituire la maggior parte della materia esistente nell'universo, deriva da varie osservazioni sperimentali che indicano effetti gravitazionali di grande entità in assenza di corrispondente materia direttamente osservabile con i normali mezzi che sfruttano l'interazione elettromagnetica. Nessuna previsione sulla natura di una tale materia è ricavabile dal Modello standard. Un'ulteriore estensione del modello, la teoria della supersimmetria (SUSY), propone una "compagna" supersimmetrica massiccia per ogni particella del Modello standard convenzionale e prevede l'esistenza di particelle stabili pesanti che hanno interazioni debolissime con la materia ordinaria. Tali particelle sono state candidate a spiegare la materia oscura, ma non esistono tuttora dati sperimentali a sostegno della teoria supersimmetrica.

## Elenco delle particelle del Modello standard
Bosoni di gauge:
- Bosoni vettori:
  - Fotone, che media l'interazione elettromagnetica.
  - Bosoni W e Z, che mediano la forza nucleare debole.
  - Gluone, in otto tipi diversi, che media la forza nucleare forte. Sei tipi di gluoni sono etichettati come coppie di colori e anti-colori (per esempio un gluone può portare rosso e anti-blu), mentre gli altri due sono una combinazione lineare di colore e anticolore, che formano le tre coppie rosso-antirosso, blu-antiblu e verde-antiverde.
- Bosoni scalari:
  - Bosone di Higgs, che induce la rottura spontanea della simmetria dei gruppi di gauge ed è responsabile della massa inerziale delle particelle elementari.

| Nome            | Simbolo | Antiparticella | Carica | Spin | Massa (GeV/c2) | Interazioni                                        | Forza mediata          |
| --------------- | ------- | -------------- | ------ | ---- | -------------- | -------------------------------------------------- | ---------------------- |
| Fotone          | γ       | se stesso      | 0      | 1    | 0              | nucleare debole e gravitazionale                   | forza elettromagnetica |
| Bosone W        | W±      | W∓             | ±1     | 1    | 80,4           | nucleare debole, elettromagnetica e gravitazionale | forza nucleare debole  |
| Bosone Z        | Z0      | se stesso      | 0      | 1    | 91,2           | nucleare debole e gravitazionale                   | forza nucleare debole  |
| Gluone          | g       | se stesso      | 0      | 1    | 0              | nucleare forte e gravitazionale                    | forza nucleare forte   |
| Bosone di Higgs | H0      | se stesso?     | 0      | 0    | ~125,5[24][25] | elettrodebole e gravitazionale                     | -                      |
Fermioni elementari suddivisi per generazioni (vengono descritte per convenzione le proprietà delle particelle sinistrorse):
| 1ª generazione | 1ª generazione               | 1ª generazione       | 1ª generazione       | 1ª generazione       | 1ª generazione                      | 1ª generazione | 1ª generazione |
| Nome | Simbolo                      | Carica elettrica     | Isospin debole       | Ipercarica           | Carica di colore *                  | Massa **       |                |
| --- | ---------------------------- | -------------------- | -------------------- | -------------------- | ----------------------------------- | -------------- | -------------- |
| Elettrone | {\displaystyle e^{-}}        | {\displaystyle -1}   | {\displaystyle -1/2} | {\displaystyle -1/2} | {\displaystyle \mathbf {1} }        | 511 keV/c2     |                |
| Positrone | {\displaystyle e^{+}}        | {\displaystyle +1}   | {\displaystyle 0}    | {\displaystyle +1}   | {\displaystyle \mathbf {1} }        | 511 keV/c2     |                |
| Neutrino elettronico | {\displaystyle \nu _{e}}     | {\displaystyle 0}    | {\displaystyle +1/2} | {\displaystyle -1/2} | {\displaystyle \mathbf {1} }        | < 2 eV/c2      |                |
| Quark up | {\displaystyle u}            | {\displaystyle +2/3} | {\displaystyle +1/2} | {\displaystyle +1/6} | {\displaystyle \mathbf {3} }        | ~ 3 MeV/c2 *** |                |
| Antiquark up | {\displaystyle {\bar {u}}}   | {\displaystyle -2/3} | {\displaystyle 0}    | {\displaystyle -2/3} | {\displaystyle \mathbf {\bar {3}} } | ~ 3 MeV/c2 *** |                |
| Quark down | {\displaystyle d}            | {\displaystyle -1/3} | {\displaystyle -1/2} | {\displaystyle +1/6} | {\displaystyle \mathbf {3} }        | ~ 6 MeV/c2 *** |                |
| Antiquark down | {\displaystyle {\bar {d}}}   | {\displaystyle +1/3} | {\displaystyle 0}    | {\displaystyle +1/3} | {\displaystyle \mathbf {\bar {3}} } | ~ 6 MeV/c2 *** |                |
| |                              |                      |                      |                      |                                     |                |                |
| 2ª generazione |                              |                      |                      |                      |                                     |                |                |
| Nome | Simbolo                      | Carica elettrica     | Isospin debole       | Ipercarica           | Carica di colore *                  | Massa **       |                |
| Muone | {\displaystyle \mu ^{-}}     | {\displaystyle -1}   | {\displaystyle -1/2} | {\displaystyle -1/2} | {\displaystyle \mathbf {1} }        | 106 MeV/c2     |                |
| Antimuone | {\displaystyle \mu ^{+}}     | {\displaystyle +1}   | {\displaystyle 0}    | {\displaystyle +1}   | {\displaystyle \mathbf {1} }        | 106 MeV/c2     |                |
| Neutrino muonico | {\displaystyle \nu _{\mu }}  | {\displaystyle 0}    | {\displaystyle +1/2} | {\displaystyle -1/2} | {\displaystyle \mathbf {1} }        | < 2 eV/c2      |                |
| Quark charm | {\displaystyle c}            | {\displaystyle +2/3} | {\displaystyle +1/2} | {\displaystyle +1/6} | {\displaystyle \mathbf {3} }        | ~ 1.3 GeV/c2   |                |
| Antiquark charm | {\displaystyle {\bar {c}}}   | {\displaystyle -2/3} | {\displaystyle 0}    | {\displaystyle -2/3} | {\displaystyle \mathbf {\bar {3}} } | ~ 1.3 GeV/c2   |                |
| Quark strange | {\displaystyle s}            | {\displaystyle -1/3} | {\displaystyle -1/2} | {\displaystyle +1/6} | {\displaystyle \mathbf {3} }        | ~ 100 MeV/c2   |                |
| Antiquark strange | {\displaystyle {\bar {s}}}   | {\displaystyle +1/3} | {\displaystyle 0}    | {\displaystyle +1/3} | {\displaystyle \mathbf {\bar {3}} } | ~ 100 MeV/c2   |                |
| |                              |                      |                      |                      |                                     |                |                |
| 3ª generazione |                              |                      |                      |                      |                                     |                |                |
| Nome | Simbolo                      | Carica elettrica     | Isospin debole       | Ipercarica           | Carica di colore *                  | Massa **       |                |
| Tauone (o tau) | {\displaystyle \tau ^{-}}    | {\displaystyle -1}   | {\displaystyle -1/2} | {\displaystyle -1/2} | {\displaystyle \mathbf {1} }        | 1.78 GeV/c2    |                |
| Antitauone | {\displaystyle \tau ^{+}}    | {\displaystyle +1}   | {\displaystyle 0}    | {\displaystyle +1}   | {\displaystyle \mathbf {1} }        | 1.78 GeV/c2    |                |
| Neutrino tauonico | {\displaystyle \nu _{\tau }} | {\displaystyle 0}    | {\displaystyle +1/2} | {\displaystyle -1/2} | {\displaystyle \mathbf {1} }        | < 2 eV/c2      |                |
| Quark top | {\displaystyle t}            | {\displaystyle +2/3} | {\displaystyle +1/2} | {\displaystyle +1/6} | {\displaystyle \mathbf {3} }        | 173 GeV/c2     |                |
| Antiquark top | {\displaystyle {\bar {t}}}   | {\displaystyle -2/3} | {\displaystyle 0}    | {\displaystyle -2/3} | {\displaystyle \mathbf {\bar {3}} } | 173 GeV/c2     |                |
| Quark bottom | {\displaystyle b}            | {\displaystyle -1/3} | {\displaystyle -1/2} | {\displaystyle +1/6} | {\displaystyle \mathbf {3} }        | ~ 4.2 GeV/c2   |                |
| Antiquark bottom | {\displaystyle {\bar {b}}}   | {\displaystyle +1/3} | {\displaystyle 0}    | {\displaystyle +1/3} | {\displaystyle \mathbf {\bar {3}} } | ~ 4.2 GeV/c2   |                |
| Note: - * - Tali cariche non sono normali cariche abeliane che possono essere sommate assieme, ma autovalori delle rappresentazioni del gruppo di Lie. - ** - Quella che si intende comunemente per massa nasce da un accoppiamento fra un fermione sinistrorso ed uno destrorso: per esempio, la massa di un elettrone deriva dall'accoppiamento fra un elettrone sinistrorso ed un elettrone destrorso, il quale è l'antiparticella di un positrone sinistrorso. Anche i neutrini mostrano una grande varietà nei loro accoppiamenti di massa, e per questo non è esatto parlare di masse dei neutrini nei loro tipi base o dire che un neutrino elettronico sinistrorso e un neutrino elettronico destrorso hanno la stessa massa, come la tabella sembra suggerire. - *** - Quello che in realtà è stato misurato sperimentalmente sono le masse dei barioni e degli adroni e diverse sezioni d'urto. Dal momento che i quark non si possono isolare a causa del confinamento della QCD. Supponiamo che la quantità qui esposta sia la massa del quark alla scala di rinormalizzazione della transizione di fase della QCD. Per arrivare a calcolare tale quantità, è necessario costruire un modello su reticolo e provare ad assegnare masse diverse per i quark fino a trovare quelle per cui il modello approssima meglio i dati sperimentali. Poiché le masse dei quark di prima generazione sono molto al di sotto della scala QCD, le incertezze sono molto grandi: gli attuali modelli di QCD su reticolo sembrano suggerire che le masse di tali quark siano significativamente più basse di quelle nella tabella. |                              |                      |                      |                      |                                     |                |                |